# Nuncjatura Apostolska w Gwatemali
Nuncjatura Apostolska w Gwatemali – misja dyplomatyczna Stolicy Apostolskiej w Republice Gwatemali. Siedziba nuncjusza apostolskiego mieści się w Gwatemali.
Nuncjusz apostolski pełni tradycyjnie godność dziekana korpusu dyplomatycznego akredytowanego w Gwatemali od momentu przedstawienia listów uwierzytelniających.

## Historia
30 września 1933 papież Pius XI utworzył Nuncjaturę Apostolską w Gwatemali. Dotychczas kontakty z tym państwem znajdowały się w gestii Internuncjatury Apostolskiej Ameryki Środkowej.

## Nuncjusze apostolscy w Gwatemali
- abp Albert Levame (1933 - 1939) Monakijczyk; od 1934 jednocześnie nuncjusz apostolski w Hondurasie i Salwadorze
- abp Giuseppe Beltrami (1940 - 1945) Włoch; jednocześnie nuncjusz apostolski w Salwadorze
- abp Giovanni Maria Emilio Castellani OFM (1945 - 1951) Włoch; jednocześnie nuncjusz apostolski w Salwadorze
- abp Gennaro Verolino (1951 - 1957) Włoch; jednocześnie nuncjusz apostolski w Salwadorze
- abp Giuseppe Paupini (1957 - 1959) Włoch; jednocześnie nuncjusz apostolski w Salwadorze
- abp Ambrogio Marchioni (1959 - 1964) Włoch; jednocześnie nuncjusz apostolski w Salwadorze
- abp Bruno Torpigliani (1964 - 1968) Włoch; jednocześnie nuncjusz apostolski w Salwadorze
- abp Girolamo Prigione (1968 - 1973) Włoch; jednocześnie nuncjusz apostolski w Salwadorze
- abp Emanuele Gerada (1973 - 1980) Maltańczyk; jednocześnie nuncjusz apostolski w Salwadorze
- abp Oriano Quilici (1981 - 1990) Włoch
- abp Giovanni Battista Morandini (1990 - 1997) Włoch
- abp Ramiro Moliner Inglés (1997 - 2004) Hiszpan
- abp Bruno Musarò (2004 - 2009) Włoch
- abp Paul Richard Gallagher (2009 - 2012) Anglik
- abp Nicolas Thévenin (2013 - 2019) Francuz
- abp Francisco Padilla (od 2020) Filipińczyk